# Ce délicieux Dexter
Pour les articles homonymes, voir Dexter.
Ce délicieux Dexter (titre original : Dexter Is Delicious, littéralement « Dexter est délicieux ») est le neuvième roman de Jeff Lindsay, publié en 2010. C'est le cinquième livre de la série consacrée au personnage de Dexter Morgan.
Le livre contient des éléments de cannibalisme.
« Il existe des groupes de discussion cannibales, vous savez ? C'est un peu effrayant. Il existe de nombreux sites web qui meurent d'impatience de vous proposer des recettes pour préparer et cuisiner de la chair humaine. »

## Résumé
À la fois expert scientifique de la police de Miami et meurtrier vengeur, Dexter découvre son nouveau rôle de papa. Malheureusement, il ne peut pas profiter très longtemps de son bonheur  : une jeune fille de dix-sept ans a disparu dans des circonstances macabres. Il faut dire qu'elle fréquentait des adolescents gothiques aux mœurs étranges, et prétendait être un vampire. Dexter va alors avoir affaire à un cercle de cannibales, mais aussi à son frère, de retour à Miami.

## Éditions

### Éditions originales en anglais
- Jeff Lindsay, Dexter Is Delicious, édition britannique parue le 8 juillet 2010
- Jeff Lindsay, Dexter Is Delicious, édition américaine parue le 7 septembre 2010

### Éditions françaises
- Jeff Lindsay, Ce délicieux Dexter, traduit par Pascal Loubet, éditions Michel Lafon, édition parue en France le 18 novembre 2010[2]
- Jeff Lindsay, Ce délicieux Dexter, traduit par Pascal Loubet, Points. Thriller no P2732, 2011  (ISBN 978-2-7578-2086-5)